# Lijst van olympische medaillewinnaars badminton
Badminton is een van de sporten die op de Olympische Spelen worden beoefend. Deze pagina geeft de lijst van olympische medaillewinnaars in deze sport.

## Mannen

### Enkelspel
| Editie | Goud | Goud                   | Zilver | Zilver             | Brons | Brons                    |
| ------ | ---- | ---------------------- | ------ | ------------------ | ----- | ------------------------ |
| 1992   | INA  | Alan Budikusuma        | INA    | Ardy Wiranata      | DEN   | Thomas Stuer-Lauridsen   |
| 1992   | INA  | Alan Budikusuma        | INA    | Ardy Wiranata      | INA   | Hermawan Susanto         |
| 1996   | DEN  | Poul-Erik Høyer Larsen | CHN    | Dong Jiong         | MAS   | Rashid Sidek             |
| 2000   | CHN  | Ji Xinpeng             | INA    | Hendrawan          | CHN   | Xia Xuanze               |
| 2004   | INA  | Taufik Hidayat         | KOR    | Shon Seung-mo      | INA   | Sony Dwi Kuncoro         |
| 2008   | CHN  | Lin Dan                | MAS    | Lee Chong Wei      | CHN   | Chen Jin                 |
| 2012   | CHN  | Lin Dan                | MAS    | Lee Chong Wei      | CHN   | Chen Long                |
| 2016   | CHN  | Chen Long              | MAS    | Lee Chong Wei      | DEN   | Viktor Axelsen           |
| 2020   | DEN  | Viktor Axelsen         | CHN    | Chen Long          | INA   | Anthony Sinisuka Ginting |
| 2024   | DEN  | Viktor Axelsen         | THA    | Kunlavut Vitidsarn | MAS   | Lee Zii Jia              |

| Land | Goud | Zilver | Brons |
| ---- | ---- | ------ | ----- |
| CHN  | 4    | 2      | 3     |
| DEN  | 3    | 0      | 2     |
| INA  | 2    | 2      | 3     |
| MAS  | 0    | 3      | 2     |
| KOR  | 0    | 1      | 0     |
| THA  | 0    | 1      | 0     |

Meervoudige medaillewinnaars
| Succesvolste                                       | Meervoudige         |
| -------------------------------------------------- | ------------------- |
| 2-0-1 Viktor Axelsen 2-0-0 Lin Dan 1-1-1 Chen Long | 0-3-0 Lee Chong Wei |

### Dubbelspel
| Editie | Goud | Goud                        | Zilver | Zilver                       | Brons | Brons                           |
| ------ | ---- | --------------------------- | ------ | ---------------------------- | ----- | ------------------------------- |
| 1992   | KOR  | Kim Moon-soo Park Joo-bong  | INA    | Rudy Gunawan Eddy Hartono    | CHN   | Li Yongbo Tian Bingyi           |
| 1992   | KOR  | Kim Moon-soo Park Joo-bong  | INA    | Rudy Gunawan Eddy Hartono    | MAS   | Jalani Sidek Razif Sidek        |
| 1996   | INA  | Rexy Mainaky Ricky Subagja  | MAS    | Yap Kim Hock Cheah Soon Kit  | INA   | Antonius Ariantho Denny Kantono |
| 2000   | INA  | Tony Gunawan Candra Wijaya  | KOR    | Lee Dong-soo Yoo Yong-sung   | KOR   | Ha Tae-kwon Kim Dong-moon       |
| 2004   | KOR  | Ha Tae-kwon Kim Dong-moon   | KOR    | Lee Dong-soo Yoo Yong-sung   | INA   | Eng Hian Flandy Limpele         |
| 2008   | INA  | Markis Kido Hendra Setiawan | CHN    | Cai Yun Fu Haifeng           | KOR   | Lee Jae-jin Hwang Ji-man        |
| 2012   | CHN  | Cai Yun Fu Haifeng          | DEN    | Mathias Boe Carsten Mogensen | KOR   | Jung Jae-sung Lee Yong-dae      |
| 2016   | CHN  | Fu Haifeng Zhang Nan        | MAS    | Goh V Shem Tan Wee Kiong     | GBR   | Marcus Ellis Chris Langridge    |
| 2020   | TPE  | Lee Yang Wang Chi-lin       | CHN    | Li Junhui Liu Yuchen         | MAS   | Aaron Chia Soh Wooi Yik         |
| 2024   | TPE  | Lee Yang Wang Chi-lin       | CHN    | Liang Weikeng Wang Chang     | MAS   | Aaron Chia Soh Wooi Yik         |

| Land | Goud | Zilver | Brons |
| ---- | ---- | ------ | ----- |
| INA  | 3    | 1      | 2     |
| CHN  | 2    | 3      | 1     |
| KOR  | 2    | 2      | 3     |
| TPE  | 2    | 0      | 0     |
| MAS  | 0    | 2      | 3     |
| DEN  | 0    | 1      | 0     |
| GBR  | 0    | 0      | 1     |

Meervoudige medaillewinnaars
| Succesvolste                                                                                           | Meervoudige                                                                |
| --- | -------------------------------------------------------------------------- |
| 2-1-0 Fu Haifeng 2-0-0 Lee Yang 2-0-0 Wang Chi-lin 1-1-0 Cai Yun 1-0-1 Ha Tae-kwon 1-0-1 Kim Dong-moon | 0-2-0 Lee Dong-soo 0-2-0 Yoo Yong-sung 0-0-2 Aaron Chia 0-0-2 Soh Wooi Yik |

## Vrouwen

### Enkelspel
| Editie | Goud | Goud           | Zilver | Zilver            | Brons | Brons                    |
| ------ | ---- | -------------- | ------ | ----------------- | ----- | ------------------------ |
| 1992   | INA  | Susi Susanti   | KOR    | Bang Soo-hyun     | CHN   | Huang Hua Tang Jiuhong   |
| 1996   | KOR  | Bang Soo-hyun  | INA    | Mia Audina        | INA   | Susi Susanti             |
| 2000   | CHN  | Gong Zhichao   | DEN    | Camilla Martin    | CHN   | Ye Zhaoying              |
| 2004   | CHN  | Zhang Ning     | NED    | Mia Audina        | CHN   | Zhou Mi                  |
| 2008   | CHN  | Zhang Ning     | CHN    | Xie Xingfang      | INA   | Maria Kristin Yulianti   |
| 2012   | CHN  | Li Xuerui      | CHN    | Wang Yihan        | IND   | Saina Nehwal             |
| 2016   | ESP  | Carolina Marín | IND    | Pusarla V. Sindhu | JPN   | Nozomi Okuhara           |
| 2020   | CHN  | Chen Yufei     | TPE    | Tai Tzu-ying      | IND   | Pusarla V. Sindhu        |
| 2024   | KOR  | An Se-young    | CHN    | He Bingjiao       | INA   | Gregoria Mariska Tunjung |

| Land | Goud | Zilver | Brons |
| ---- | ---- | ------ | ----- |
| CHN  | 5    | 3      | 4     |
| KOR  | 2    | 1      | 0     |
| INA  | 1    | 1      | 3     |
| ESP  | 1    | 0      | 0     |
| IND  | 0    | 1      | 2     |
| DEN  | 0    | 1      | 0     |
| NED  | 0    | 1      | 0     |
| TPE  | 0    | 1      | 0     |
| JPN  | 0    | 0      | 1     |

Meervoudige medaillewinnaars
| Succesvolste                                            | Meervoudige                                |
| ------------------------------------------------------- | ------------------------------------------ |
| 2-0-0 Zhang Ning 1-1-0 Bang Soo-hyun 1-0-1 Susi Susanti | 0-2-0 / Mia Audina 0-1-1 Pusarla V. Sindhu |

### Dubbelspel
| Editie | Goud | Goud                             | Zilver | Zilver                                  | Brons | Brons                          |
| ------ | ---- | -------------------------------- | ------ | --------------------------------------- | ----- | ------------------------------ |
| 1992   | KOR  | Chung So-young Hwang Hye-young   | CHN    | Guan Weizhen Nong Qunhua                | CHN   | Lin Yan Fen Yao Fen            |
| 1992   | KOR  | Chung So-young Hwang Hye-young   | CHN    | Guan Weizhen Nong Qunhua                | KOR   | Gil Young-ah Shim Eun-jung     |
| 1996   | CHN  | Ge Fei Gu Jun                    | KOR    | Gil Young-ah Jang Hye-ock               | CHN   | Qin Yiyuan Tang Yongshu        |
| 2000   | CHN  | Ge Fei Gu Jun                    | CHN    | Huang Nanyan Yang Wei                   | CHN   | Gao Ling Qin Yiyuan            |
| 2004   | CHN  | Yang Wei Zhang Jiewen            | CHN    | Gao Ling Huang Sui                      | KOR   | Lee Kyung-won Ra Kyung-min     |
| 2008   | CHN  | Du Jing Yu Yang                  | KOR    | Lee Hyo-jung Lee Kyung-won              | CHN   | Wei Yili Zhang Yawen           |
| 2012   | CHN  | Tian Qing Zhao Yunlei            | JPN    | Mizuki Fujii Reika Kakiiwa              | RUS   | Valeria Sorokina Nina Vislova  |
| 2016   | JPN  | Misaki Matsutomo Ayaka Takahashi | DEN    | Christinna Pedersen Kamilla Rytter Juhl | KOR   | Jung Kyung-eun Shin Seung-chan |
| 2020   | INA  | Greysia Polii Apriyani Rahayu    | CHN    | Chen Qingchen Jia Yifan                 | KOR   | Kim So-yeong Kong Hee-yong     |
| 2024   | CHN  | Chen Qingchen Jia Yifan          | CHN    | Liu Shengshu Tan Ning                   | JPN   | Nami Matsuyama Chiharu Shida   |

| Land | Goud | Zilver | Brons |
| ---- | ---- | ------ | ----- |
| CHN  | 6    | 5      | 4     |
| KOR  | 1    | 2      | 4     |
| JPN  | 1    | 1      | 1     |
| INA  | 1    | 0      | 0     |
| DEN  | 0    | 1      | 0     |
| RUS  | 0    | 0      | 1     |

Meervoudige medaillewinnaars
| Succesvolste                                                                 | Meervoudige                                                            |
| ---------------------------------------------------------------------------- | ---------------------------------------------------------------------- |
| 2-0-0 Ge Fei 2-0-0 Gu Jun 1-1-0 Yang Wei 1-1-0 Chen Qingchen 1-1-0 Jia Yifan | 0-1-1 Gao Ling 0-1-1 Gil Young-ah 0-1-1 Lee Kyung-won 0-0-2 Qin Yiyuan |

## Gemengd dubbelspel
| Editie | Goud | Goud                          | Zilver | Zilver                        | Brons | Brons                                       |
| ------ | ---- | ----------------------------- | ------ | ----------------------------- | ----- | ------------------------------------------- |
| 1996   | KOR  | Gil Young-ah Kim Dong-moon    | KOR    | Ra Kyung-min Park Joo-bong    | CHN   | Sun Man Liu Jianjun                         |
| 2000   | CHN  | Gao Ling Zhang Jun            | INA    | Minarti Timur Tri Kusharjanto | GBR   | Joanne Goode Simon Archer                   |
| 2004   | CHN  | Gao Ling Zhang Jun            | GBR    | Gail Emms Nathan Robertson    | DEN   | Mette Schjoldager Jens Eriksen              |
| 2008   | KOR  | Lee Hyo-jung Lee Yong-dae     | INA    | Liliyana Natsir Nova Widianto | CHN   | Yu Yang He Hanbin                           |
| 2012   | CHN  | Zhao Yunlei Zhang Nan         | CHN    | Ma Jin Xu Chen                | DEN   | Christinna Pedersen Joachim Fischer Nielsen |
| 2016   | INA  | Liliyana Natsir Tontowi Ahmad | MAS    | Goh Liu Ying Chan Peng Soon   | CHN   | Zhao Yunlei Zhang Nan                       |
| 2020   | CHN  | Huang Dongping Wang Yilyu     | CHN    | Huang Yaqiong Zheng Siwei     | JPN   | Arisa Higashino Yuta Watanabe               |
| 2024   | CHN  | Huang Yaqiong Zheng Siwei     | KOR    | Jeong Na-eun Kim Won-ho       | JPN   | Arisa Higashino Yuta Watanabe               |

| Land | Goud | Zilver | Brons |
| ---- | ---- | ------ | ----- |
| CHN  | 5    | 2      | 3     |
| KOR  | 2    | 2      | 0     |
| INA  | 1    | 2      | 0     |
| GBR  | 0    | 1      | 1     |
| MAS  | 0    | 1      | 0     |
| DEN  | 0    | 0      | 2     |
| JPN  | 0    | 0      | 2     |

Meervoudige medaillewinnaars
| Succesvolste | Meervoudige                               |
| --- | ----------------------------------------- |
| 2-0-0 Gao Ling 2-0-0 Zhang Jun 1-1-0 Huang Yaqiong 1-1-0 Zheng Siwei 1-1-0 Liliyana Natsir 1-0-1 Zhao Yunlei 1-0-1 Zhang Nan | 0-0-2 Arisa Higashino 0-0-2 Yuta Watanabe |

München 1972 (demonstratie) · Seoel 1988 (demonstratie) · Barcelona 1992 · Atlanta 1996 · Sydney 2000 · Athene 2004 · Peking 2008 · Londen 2012 · Rio de Janeiro 2016 · Tokio 2020 · Parijs 2024 · Los Angeles 2028 
Medaillewinnaars 